# 地下陣線：中共在香港的歷史
《地下陣線：中共在香港的歷史》（英語：Underground Front: The Chinese Communist Party in Hong Kong），簡稱《地下陣線》，是陸恭蕙撰寫的歷史書籍，於2010年經香港大學出版社出版。中譯本於2011年3月經同一間出版社出版。第二版在2018年11月面世，同由香港大學出版社出版。它主要講述中國共產黨在香港的歷史。
陸恭蕙表示自己一直對中共有興趣，但在撰寫《地下陣線》時，她是以「局外人」的身份去看待它，因為自身並沒有加入共產黨。她在過程中把之當成中共在中國大陸的歷史那樣去寫，不會對它在香港的活動有任何特別目光。期間還參考了各種資料，像是回憶錄、官方檔案、新聞等等。
評論者認為，《地下陣線》開創了研究先河，並讚揚作者在撰寫有關內容時寫得很好。作者的文筆亦獲得好評，指它相當淺白易明。不過他們認為該著作在一些他們感興趣或認為重要的探討方向上沒有着墨或解釋得不夠充分。它對中國共產黨背景及統戰策略的描述則獲得褒貶不一的評價。

## 背景
陸恭蕙是前香港立法會議員，曾捍衛新界女性原居民繼承權。在離開政壇後創立智庫思匯政策研究所，任職行政總裁，並專注於環保議題。她的家族有的人是中國共產黨員，有的則支持中國國民黨，因此其親身感受到了有關歷史對其家族的影響:4:09-4:35。及後在10多歲時對中共治下的中國有興趣，會前往電影院觀賞有關中國大陸景色及文化大革命的紀錄片:6:14-7:10。之後到了大學時期，她在課堂上接觸到了馬克思列寧主義的理論，對該套理論及以有關理論為基礎建立的政黨產生興趣，特別是中國共產黨。1980年代時亦曾在中國大陸工作。種種經歷影響之下，她表示自己一直對中共有興趣:7:45-8:20。
陸形容自己在撰寫《地下陣線》時，是以「局外人」的身份去寫，因為她本人並非黨員。並把之當成中共在中國大陸的歷史那樣去寫，不會對它在香港的活動有任何特別目光:04:06-04:18。著作中參考了各種資料，像是回憶錄、官方檔案、新聞等等。此外為保該著作的客觀性和關注點不變，她不會在當中加入任何香港中共地下黨員名單:03:51-03:55。她在撰寫第二版之前的1年內曾任香港環境局副局長，2017年離任。之後向前任行政長官及政治委任官員離職後工作諮詢委員會為該事作申報。後來該委員會的決議表明，她不能在當時披露任何在職時接觸的政府非公開或敏感資料。

## 內容
第一版和第二版的《地下陣線》皆分為10章節。陸恭蕙先用兩章探討中國共產黨的背景資訊，範圍涵蓋它的意識形態、歷史、組織等等，並說明其統戰及宣傳策略。之後在第三至第十章按時序講述中國共產黨在香港的歷史。她先介紹共產黨人有份推動的香港海員大罷工和省港大罷工，然後指中共曾在中華民國大陸時期把香港當作避風港，並於當地設立廣東省委。及後講述中共領導的東江縱隊於二戰時期在港抗日的情況。
作者接著寫出中共上台後與香港的關係，如其打算利用香港作為與世界接觸的管道，並在香港運用到不同的途徑去拉攏商人，設立不同的報章和學校。除此之外，還描述了中國大陸政局與北京對港策略的關係及資訊如何從北京當局傳達到香港。在描述香港左派因受文化大革命影響而發動的六七暴動時，她寫道共產黨對該次暴動只有「在報紙上譴責港英政府的暴力」這樣的間接支持，而國務院總理周恩來則與香港左派的意見有所衝突，前者認為他們應該停止抗爭。接下來則記述中英談判、基本法起草、香港居民對六四事件的反應等事件，表示中共在過程中拉攏多名資本家，並跟各香港政治人物保持關係。她還提道北京怎樣嘗試恢復香港居民在六四事件後的信心，並在六四前後一直以「來港團聚」的名義派遣幹部來港，以行控制選舉之實。《地下陣線》更強調彭定康因於香港推動民主制度，而受北京政府強烈譴責。
最後一章則描述特區時期中共在香港的角色，如中聯辦、外交部、解放軍在香港的活動，並跟富商和傳媒合作，利用代理組織民建聯和工聯會達成自己的議程。同時講述了2003年基本法第二十三條立法失敗及董建華下台等事件，認為董建華即使有北京政府支持，但從政路上依然不利。與第一版不同的是，第二版在描述特區相關歷史時會講述更多中共對一國兩制和愛國的定義，以及香港政府面對的困難，談及曾蔭權推動的政治制度改革和梁振英推行德育及國民教育科時面對的反對浪潮，為作者「完全改寫」後的結果。她在第一版最後預測中國共產黨在香港的活動會更為公開，同時由於香港公民社會更為成熟，所以中共控制香港的手段會日漸失效。著作中還附上了參考資料和附錄，後者包含香港人對中共觀感的調查和中共的拉攏對象。

## 評價
評論者認為，《地下陣線》開創了研究先河，並讚揚作者在撰寫有關內容時寫得很好。其中印第安納大學伯明頓分校的孔誥烽、香港城市大學的方志恒、《澳洲人報》的羅旺·卡立克（Rowan Callick）特別讚揚《地下陣線》的文筆淺白。《明報》指它是「研究共產黨在香港運作最詳細的總匯，是了解香港政治經濟必讀之作」。方志恒還稱讚作者描述有關歷史時掌握到了「中共對香港政治有重要影響」的地方。莫欣頴和鄭宇碩分別在《香港皇家亞洲學會報》和《亚洲比较发展杂志》上表示其對後世研究有幫助。方志恒和《台北時報》的寇謐將亦有類似說法，指其對香港研究有貢獻。部分評論指明其適合「剛入門香港政治研究」或「需與中共打交道」的人閱讀——鄭宇碩在給予後者原因時解釋道，該著作完整寫出了中共的統戰策略。
孔誥烽和方志恒在評論《地下陣線》時特別提道，因為很多與中共在香港的活動有關的資料皆難以獲得，所以該主題撰寫難度高。不過，莫欣頴認為作者應參考更多其他有志者努力從外交部發掘的官方檔案，以豐富內容。同樣，鄭宇碩指出很多有參與中英談判的人在其他場合談及了當中的內幕，但作者沒有參考該些資料。《金融時報》的理查德·马利德寫道，作者相當依賴正式文件，而這「既是優點又是缺點」。此外，評論者認為該著作在一些他們感興趣或認為重要的探討方向上沒有着墨或解釋得不夠充分，如中共在中國大陸上台執政前在香港的活動、它與香港左派在六七暴動中的矛盾對之後有沒有影響、它培育的運動領袖與中共的關係變化、香港愛國左派對富商董建華及前殖民地官員曾蔭權上台的反應等等。
寇謐將稱讚作者雖支持民主制度，但這無損著作的客觀程度。让-菲利普· 贝雅則在《神州展望》上對《地下陣線》當中的中共對港政策描寫表示好評。鄭宇碩還稱讚著作中提及中共於1949年之前在香港的歷史，指當中一些部分很「有趣」。作者在首兩章對中國共產黨背景的描述獲得褒貶不一的評價。孔誥烽批評作者只描述其意識形態，但沒有處理中共在面對現實問題時其實際行為怎樣與它不符。方志恒則持相反態度，讚揚這能為中共在香港的活動提供更清晰的脈絡。同樣，雖然鄭宇碩認為著作對中共的統戰策略寫得很好，能讓人掌握它在中英談判等事件中的運用，但黎安友在《外交》上反指作者沒有詳細解釋中共在選舉當中怎樣拉攏香港居民。孔誥烽還寫道，作者經常在內容中沒有區分中共黨中央及香港的支持者，因此欠論及兩者之間的關係。